# Badminton København
Badminton København (tidligere Københavns Badmintonkreds) blev stiftet 16. juli 1934. Badminton København organiserer 42 badmintonklubber i København og omegn med flere end 10.000 spillere.
Badminton København er en af de i alt otte badmintonkredse, der udgør repræsentantskabet i Badminton Danmark.